# Balloonfest 1986
Koordinaten: 41° 29′ 59″ N, 81° 41′ 38″ W
Das Balloonfest 1986 war ein Ballonflugwettbewerb, der von der amerikanischen Non-Profit-Organisation United Way in Cleveland, Ohio, veranstaltet wurde. Das gleichzeitige Steigenlassen von 1,4 Millionen Luftballons stellte einen Weltrekord dar. Die Veranstaltung war als harmlose Fundraising-Aktion zum 150-jährigen Jubiläum von United Way geplant, doch die Ballons schwebten zurück über die Stadt, den Lake Erie und ins Umland und verursachten Probleme im Straßenverkehr und an einem nahegelegenen Flughafen. Dabei wurde auch eine Rettungsaktion der United States Coast Guard gestört, nachdem zwei Seeleute in eine Notlage gerieten; diese wurden später ertrunken aufgefunden. Stadt und Veranstalter wurden auf Schadensersatz in Millionenhöhe verklagt, was die Aktion insgesamt zu einem Verlustgeschäft machte.

## Vorbereitungen

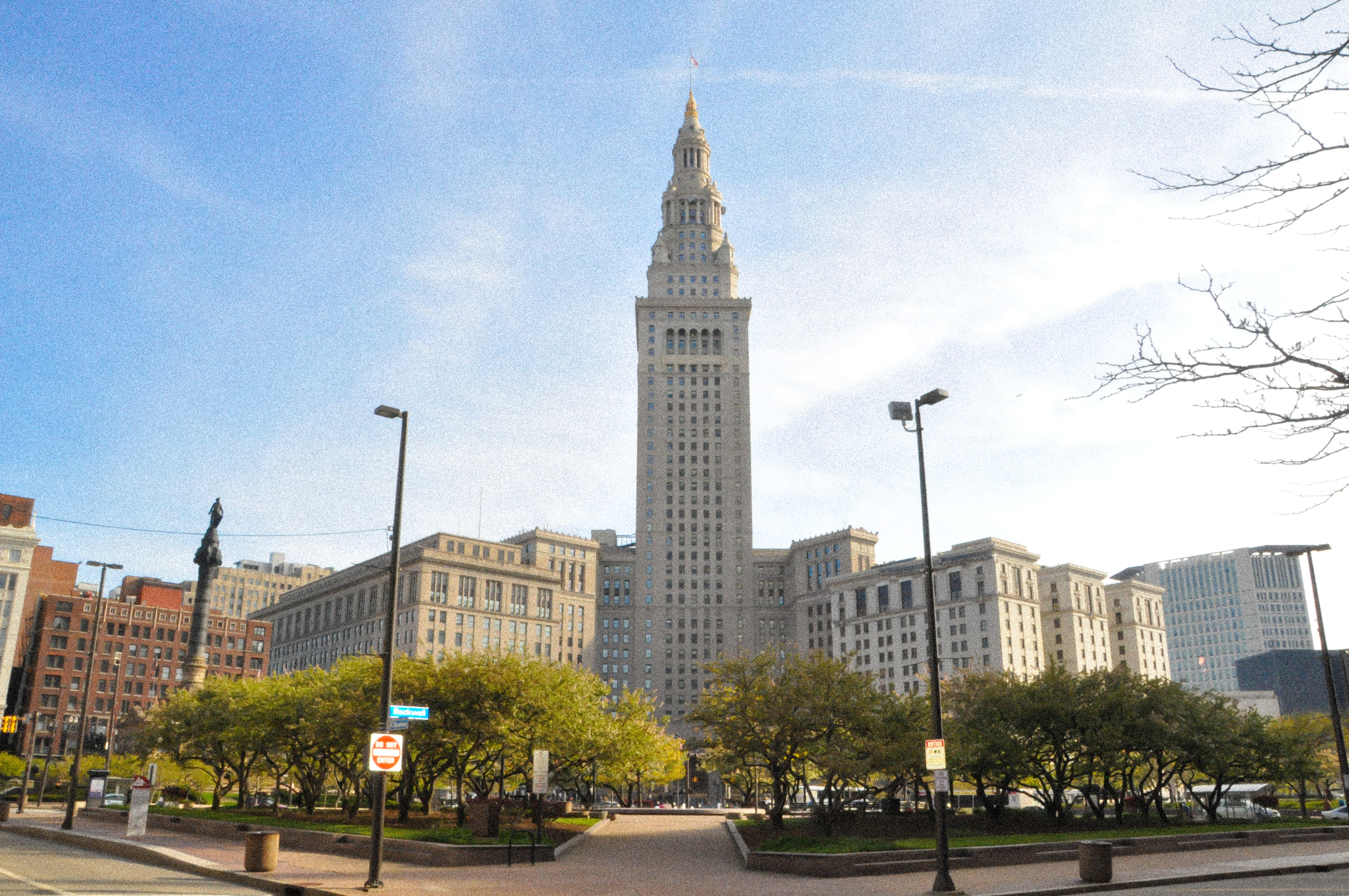
Der Terminal Tower über dem Public Square

Die Aktion wurde von der Firma Balloonart by Treb aus Los Angeles koordiniert, die sich sechs Monate lang der Vorbereitung widmete. Auf dem südwestlichen Teil des Public Square wurde ein 46 × 61 m großes, drei Stockwerke hohes Gestell aufgebaut. Um die Ballons zu fixieren, wurde ein einteiliges Netz darübergespannt. 2500 Freiwillige füllten im Inneren über Stunden die Ballons mit Helium. United Way hatte ursprünglich geplant, zwei Millionen Ballons steigen zu lassen. Tatsächlich blieb es bei 1,4 Millionen. Schulkinder verkauften Patenschaften für einen Dollar für zwei Ballons. Der Erlös kam United Way zugute.

## Start
Als am Samstag, dem 27. September 1986, ein Unwetter aufzog, entschieden sich die Veranstalter für einen vorzeitigen Start der Ballons um 13:50 Uhr EST. 1.429.643 Ballons stiegen vom Public Square auf, umgaben den Terminal Tower und brachen dabei den im Vorjahr beim 30-jährigen Jubiläum des Disneyland aufgestellten Weltrekord.

## Auswirkungen
Die Ballons bewegten sich zunächst nach Süden, trafen aber auf eine Kaltfront und Regen. Der Wind drehte und drückte die Ballons zurück nach Norden, wo sie zu Boden sanken. Das führte zu Verkehrsbehinderungen auf Straßen und Wasserwegen im nordöstlichen Ohio. Auch Tage nach dem Ereignis wurden Ballons an die kanadischen Ufer des Lake Erie im Norden von Cleveland gespült.
Zwei Fischer, Raymond Broderick und Bernard Sulzer, die am Vortag in See gestochen waren, wurden am Tag des Balloonfests von ihren Familien als vermisst gemeldet. Rettungskräfte entdeckten das fünf Meter lange Boot vor Anker liegend westlich des Wellenbrechers am Clevelander Edgewater Park. Ein Rettungshelikopter der Küstenwache hatte wegen des „Asteroidenfeldes“ von Ballons Schwierigkeiten, das Gebiet zu erreichen. Am 29. September stellte die Küstenwache ihre Suche ein. Die Leichen der Fischer wurden später an Land geschwemmt. Die Frau eines Fischers verklagte United Way of Cleveland und das durchführende Unternehmen auf 3,2 Millionen US-Dollar; sie einigten sich später in einem Vergleich.
Landende Ballons verschreckten auf einer Weide im Medina County von Ohio ein Araberpferd so sehr, dass es dauerhafte Verletzungen davontrug. Dessen Besitzerin verklagte United Way of Cleveland auf Schadensersatz in Höhe von 100.000 US-Dollar und einigte sich ebenso in einem Vergleich.
Eine Landebahn des Cleveland Burke Lakefront Airport musste für eine halbe Stunde geschlossen werden, nachdem dort Ballons gelandet waren. Es gab Berichte von Verkehrsunfällen, als Fahrer versuchten, dem dichten Ballontreiben auszuweichen, oder durch das Schauspiel am Himmel abgelenkt waren.